# خانواده مارس

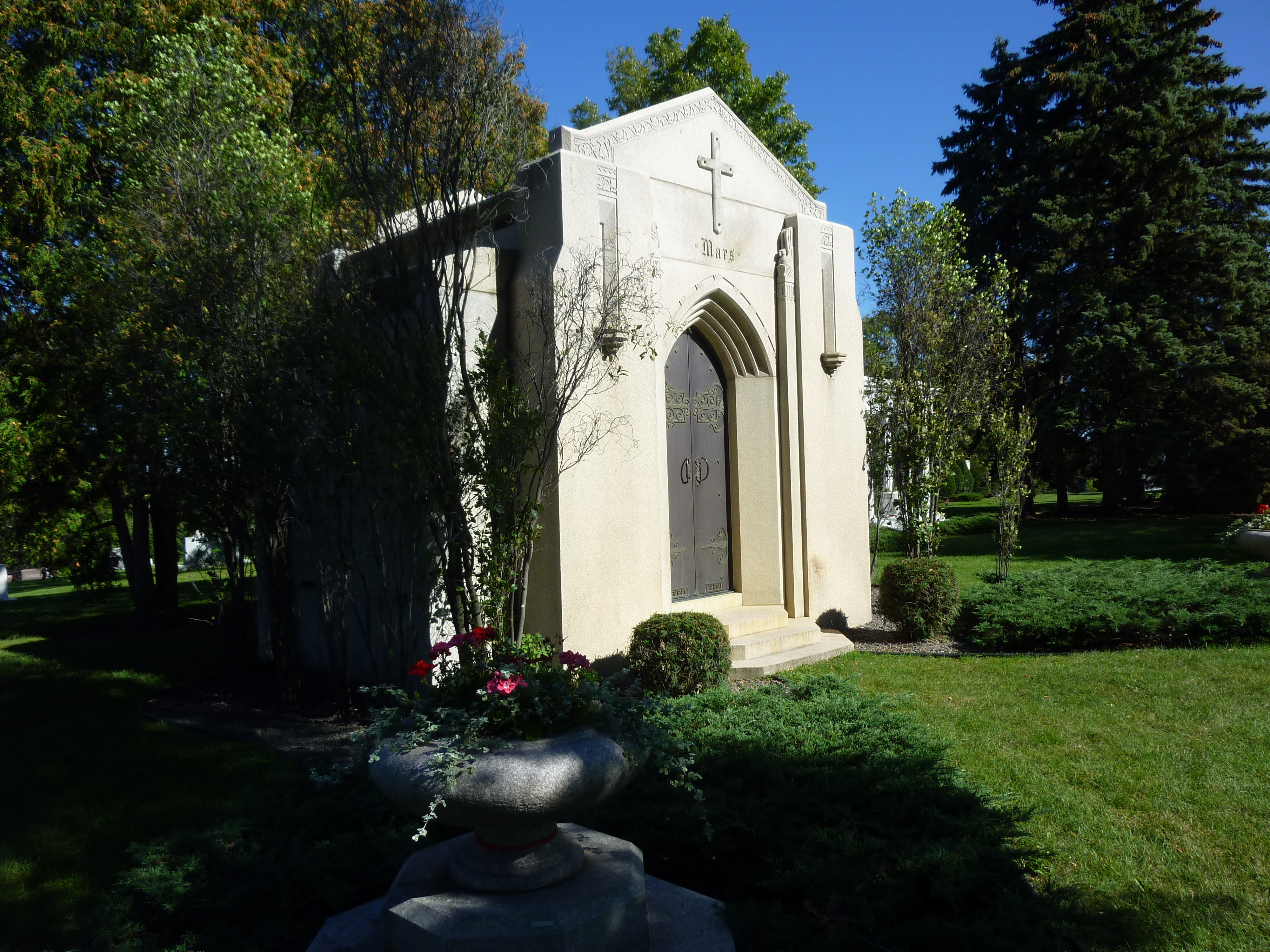
مقبره خانوادگی مارس، در مینیاپولیس

خانواده مارس (به انگلیسی: Mars family) خانواده کارآفرین آمریکایی است، که مالک اکثریت سهام شرکت مارس اینکورپوریتد می‌باشد. این خانواده تا سال ۱۹۸۸ از سوی مجله فرچون، به‌عنوان ثروتمندترین خانواده در ایالات متحده آمریکا معرفی می‌شد، تا اینکه این عنوان توسط خانواده والتون، (مالکین شرکت وال‌مارت) تصاحب گردید.
فرانکلین کلارنس مارس بنیان‌گذار خانواده مارس می‌باشد. «فارست مارس اس آر»، فرزند ارشد بنیان‌گذار این شرکت، در زمان مرگش، به همراه دو پسر خود، در جایگاه ۲۹، ۳۰ و ۳۱ از ثروتمندترین افراد ایالات متحده قرار داشتند. ثروت هر کدام از آن‌ها در آن زمان، در حدود ۴ میلیارد دلار بود. سه فرزند فارست مارس (فارست مارس جونیور، جان فرانکلین مارس و ژاکلین مارس) در سال ۲۰۱۵ هر کدام با ثروت ۹ میلیارد دلار، در جایگاه چهل و سوم ثروتمندترین افراد جهان قرار داشتند. در ماه مارس سال ۲۰۱۰ اگر چه دارایی خالص هر یک از آن‌ها به ۱۱ میلیارد دلار افزایش پیدا کرد، ولی مجله فوربز به‌طور مشترک آن‌ها را در رتبه ۵۲ از فهرست ثروتمندترین افراد جهان قرار داد. در حال حاضر (۲۰۱۵) هر کدام با ثروت ۲۶٫۶ میلیارد دلار، در جایگاه ۲۲ از فهرست ثروتمندترین افراد جهان قرار دارند.
اعضای این خانواده به شدت از انظار عمومی و انجام مصاحبه دوری می‌کنند و به غیر از ژاکلین مارس، هیچ عکسی نیز از اعضای این خانواده در دست نیست. خانواده مارس در حال حاضر در رتبه ۱۸ از ثروتمندترین خانواده‌های جهان قرار دارد.

## اعضای خانواده
- فرانکلین کلارنس مارس (۲۴ سپتامبر ۱۸۸۳ - ۸ آوریل ۱۹۳۴) : بنیان‌گذار شرکت مارس اینکورپوریتد می‌باشد.
- فارست ادوارد مارس (۲۱ مارچ ۱۹۰۴ - ۱ ژوئیه ۱۹۹۹) : فرزند ارشد فرانکلین مارس است. وی بنیان‌گذار شرکت ام اند ام می‌باشد.
- فارست مارس جونیور (زاده ۱۶ اوت ۱۹۳۱) : بزرگترین فرزند فارست مارس است.
- جان فرانکلین مارس (زاده ۱۵ اکتبر ۱۹۳۵) : دومین پسر فارست مارس و مالک فعلی شرکت مارس، همچنین رتبه ۳۰ در فهرست ثروتمندترین افراد جهان.
- ژاکلین مارس (زاده ۱۰ اکتبر ۱۹۴۰) : دختر فارست مارس
- ویکتوریا مارس: دختر فارست مارس جونیور

## مارس اینکورپوریتد
فرانکلین کلارنس مارس، مؤسس این شرکت، که به فلج‌اطفال دچار بود، در سنین جوانی نمی‌توانست مثل هم‌سن‌وسالان خود، فعال باشد، به همین دلیل در آشپزخانه به مادرش کمک می‌کرد. مادر او به پختن شیرینی علاقه داشت و به پسر خود نیز، این فن را آموزش داد.
فرانکلین زمانی که مدرسه را تمام کرد، شروع به فروختن شیرینی و آب نبات کرد. وی در سال ۱۹۰۲ و در سن ۱۹ سالگی، بنگاه شیرینی‌سازی و توزیع خود را، با فروختن محصولاتش به مغازه‌ها، راه انداخت.
او با اتل کیساک ازدواج کرد، اما به دلیل شکست کسب و کارش، همسرش از او جدا شد. وی سپس با اتل هیلی ازدواج کرد که بسیار پشتیبان و حامی او بود و وی را در اداره کسب و کار کوچکش، به نام شرکت مارس در تاکوما، ایالت واشینگتن (که در ۱۹۱۱ شروع به کار کرده بود) کمک می‌کرد.
فرانکلین این شیرینی‌ها را به همراه همسرش، در خانه درست می‌کرد. این زوج بارها تغییر مکان داده و بارها کسب و کارهایی با نام‌های مختلف را، راه‌اندازی کردند و پس از اُفت و خیزهای فراوان، در سال ۱۹۲۳ شکلات میلکی وی و در سال ۱۹۳۰ شکلات اسنیکرز را، روانه بازار کردند. سرانجام در سال ۱۹۲۹ فرانک، کارخانه را به شیکاگو یعنی مکان امروزی آن، منتقل کرد و در سال ۱۹۳۲ پسرش فورست تولید این محصولات را، در انگلستان نیز آغاز کرد. 
در طول سال‌های ۱۹۳۱ تا ۱۹۳۳، بیش از ۸۰۰ نفر برای فرانکلین و برای ساختن خانه‌ای ۲۱ اتاقه در یک مزرعه ۲۸۰۰ جریبی در ایالت تنسی کار می‌کردند. شرکت فرانکلین در سال ۱۹۳۰ در حدود ۲٫۵ میلیون دلار، سودآوری داشت. فرانکلین در سال ۱۹۳۴ و در سن ۵۱ سالگی از دنیا رفت و همسرش تا اواسط دهه ۱۹۶۰ شرکت را اداره می‌کرد. 
فارست مارس، فرزند فرانکلین از همسر اولش بود. او که متولد ۲۱ مارس ۱۹۰۴ بود، با پدرش بسیار مشکل داشت. وی در اوایل دهه ۱۹۳۰ تلاش می‌کرد، تا پدرش را قانع کند، که شکلات‌های میلکی وی را در کانادا بفروشد، اما فرانکلین قبول نکرد. به همین دلیل، فارست عصبانی شد و شرکت پدر و کشورش را در سال ۱۹۳۲ ترک کرد. فرانکلین که قبلاً بخشی از سهام شرکت را به فارست داده بود، این سهام را، از او به قیمت ۵۰ هزار دلار خریده و حق بازاریابی اسنیکرز در خارج را نیز، به او واگذار کرد. 
فارست برای مدت کوتاهی برای شرکت‌های تابلر و نستله کار کرد، سپس به انگلستان رفت و یک شرکت شیرینی‌سازی به نام «تولیدکنندگان خوراک» را راه‌اندازی نمود. وی همچنین خط تولید غذای کنسروی حیوانات خانگی، که یک مفهوم و ایده جدید بود را نیز، از طریق یک شرکت جدید، به نام پت فود (غذای حیوانات خانگی) تأسیس کرد. او بعدها در سال ۱۹۶۸ تحت نام کال کن فودز به بازار غذای حیوانات خانگی ایالات متحده، وارد شد. 
فارست مارس، در سال ۱۹۳۹ به ایالات متحده بازگشت و کسب و کار جدیدی را با تولید شیرینی‌هایی به نام ام اند ام M&M راه‌اندازی کرد. وی با آدری مارس (که در سال ۱۹۸۹ از دنیا رفت) ازدواج کرد، که حاصل این ازدواج؛ فارست پسر، جان و ژاکلین مارس بود. فارست در سال ۱۹۶۴ کنترل کل شرکت را از مادر خود، اتل گرفت و کسب و کار خود را، با شرکت پدر، ادغام کرد. او بسیاری از قوانین شرکت را عوض کرد و قوانین تنبیه و پاداش جدیدی وضع نمود. فارست کارکنان خود را «شریک و هم قطار» می‌نامید و به آن‌ها اختیار عمل و تصمیم‌گیری می‌داد. وی کارخانه را از درون ارتقا داد. علاقه خاص او تولید محصولات جدید، راه‌هایی جدید برای انجام بهتر کارهای کنونی و یکپارچگی در تولید بود. او از انظار عمومی دوری می‌کرد. فارست در سال ۱۹۷۳ در سن ۶۹ سالگی بازنشسته شد و کنترل شرکت را، به دو پسرش واگذار نمود. او حتی پس از بازنشستگی نیز، آرام ننشست و شرکت شیرینی سازی دیگری به نام مادرش؛ اتل ام چاکلتز در لاس وگاس تأسیس کرد. او برندهای دیگری چون برنج عمو بن و غذای حیوانات پدیگری را نیز خلق کرده‌است. فارست مارس، در سال ۱۹۹۹ از دنیا رفت.
جان مارس، فرزند دوم فارست مارسدر حال حاضر رییس هیئت مدیره شرکت مارس است. وی به همراه برادر بزرگتر؛ فارست مارس (پسر) و خواهرش ژاکلین مارس، به صورت مشترک، در جایگاه چهل و سومین ثروتمندان جهان قرار دارند. ثروت این خانواده در سال ۲۰۰۹ در مجموع از سوی مجله فوربز در حدود ۲۷ میلیارد دلار برآورد شده‌است. اداره این شرکت همواره منحصراً در اختیار اعضای خانواده مارس بوده و ویژگی جالب توجه آن، مستور نگاه داشتن شدید اطلاعات مربوط به مراحل تولید و کارکنان است. چنانچه این شرکت در نهایت در سال ۲۰۱۱ تنها بخشی از اطلاعات مربوط به مراحل تولید خود را فاش کرده‌است.